# Стетаканты
Стетаканты (лат. Stethacanthus, от др.-греч. στῆθος — грудь и ἄκανθος — шип) — род вымерших хрящевых рыб, похожих на акул, из семейства Symmoriidae отряда Symmoriiformes. Ранее его относили к семейству Stethacanthidae. Рыбы обитали с позднего девона по позднюю пермь (382,7—259,1 млн лет назад) на территории современных Северной Америки, Азии и России.

## Описание
Достигали длины 0,7—2 м. Из-за диковинной формы спинного плавника стетакантов в шутку называют «гладильная доска». Только самцы обладали причудливым спинным плавником, а у самок плавник был обычным, как у современных акул. Назначение этого странного спинного плавника, как и коротких шипов на голове и передних плавниках, неизвестно. Возможно, он играл роль в привлечении самок.

## Классификация
По данным сайта Paleobiology Database, на август 2021 года в род включают 12 вымерших видов:
- Stethacanthus altonensis (St. John & Worthen, 1875) [syn. Physonemus altonensis St. John & Worthen, 1875]
- Stethacanthus compressus Newberry, 1897
- Stethacanthus concavus Ginter, 2018
- Stethacanthus depressus (St. John & Worthen, 1875) [syn. Physonemus depressus St. John & Worthen, 1875]
- Stethacanthus erectus Eastman, 1903
- Stethacanthus exilis Hussakof, 1913
- Stethacanthus gansuensis Wang et al., 2004
- Stethacanthus humilis Hussakof, 1913
- Stethacanthus longipeniculus Zangerl, 1990
- Stethacanthus praecursor Hussakof & Bryant, 1918
- Stethacanthus productus Newberry, 1897
- Stethacanthus tumidus Newberry, 1889

## В массовой культуре
Стетаканты показаны в научно-популярном сериале «Прогулки с морскими чудовищами». Также эта рыба присутствует в фильме «Прогулки с монстрами».
- Stethacanthus altonensis